# Clinotanypus obscuripes
Clinotanypus obscuripes är en tvåvingeart som först beskrevs av de Meijere 1913.  Clinotanypus obscuripes ingår i släktet Clinotanypus och familjen fjädermyggor. Inga underarter finns listade i Catalogue of Life.